# 12-й піхотний полк (Австро-Угорщина)

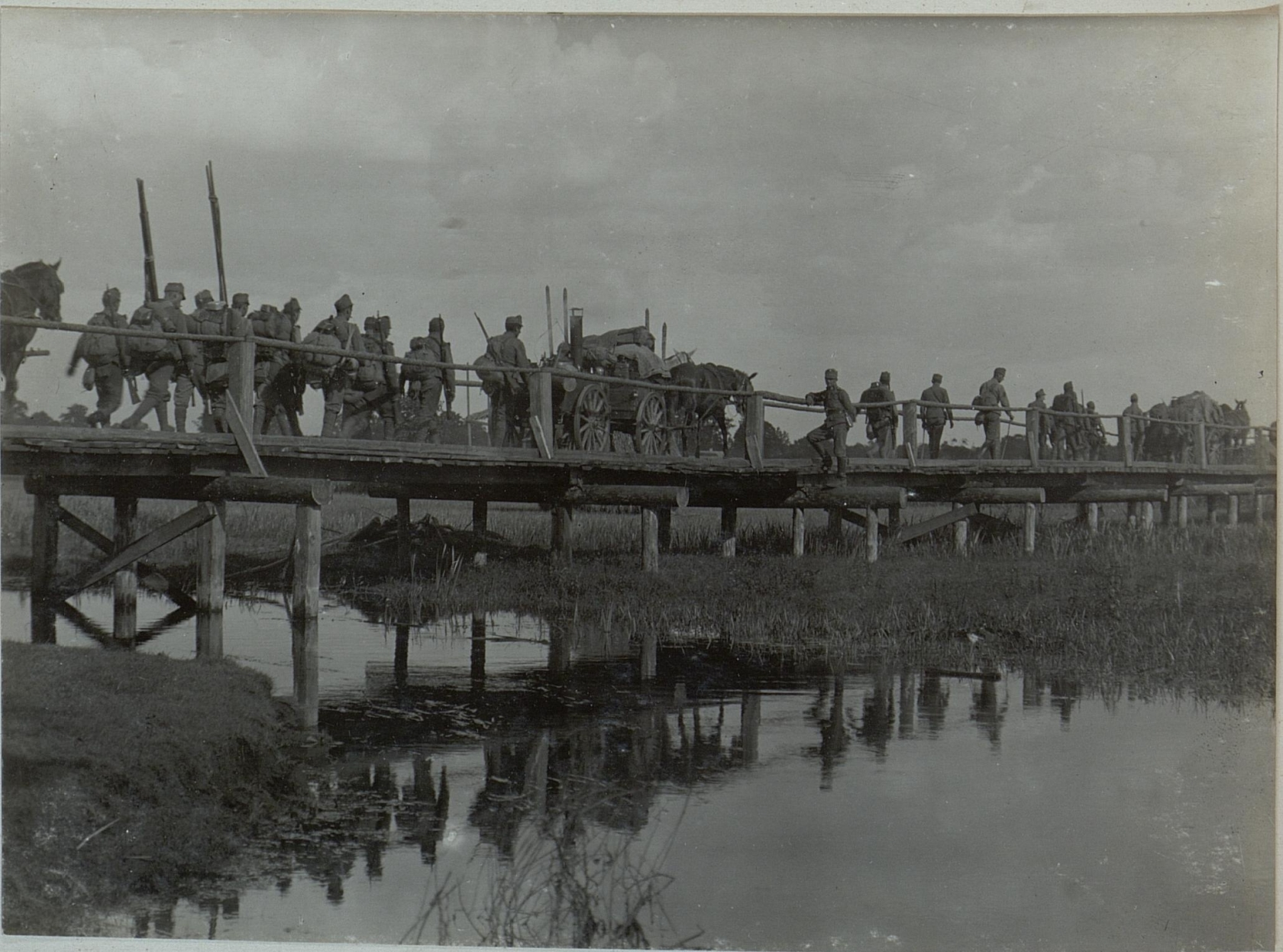
12-й піхотний полк переправляється через річку Стир, 1916.

12-й Угорський піхотний полк (нім. Ungarisches Infanterie-Regiment Nr. 12, 12. IR) ― піхотний полк Спільної армії Збройних сил Австро-Угорщини.

## Історія
Полк було створено в 1702 році.
Штаб–квартири: Градець-Кралове (1873), Требинє (1903–1907), Зноймо (1908–1914). Округ поповнення №12 – Градець-Кралове(1873), Комарно, на території 5 армійського корпусу.

## Бойовий шлях
Полк брав участь в австро-турецьких війнах, Семирічній війні, Наполеонівських війнах і австро-італо-прусській війні, а також в Угорській революції.
В 1914 році відправлений на Італійський фронт Першої світової війни.
У 1916 році, під час Брусиловського прориву, 12-й піхотний полк оборонявся на Волині.

## Склад
- 1-й батальйон (1903–1907: Требинє;1908–1914: Зноймо);
- 2-й батальйон (1903–1907: Требинє;1908–1914: Зноймо);
- 3-й батальйон (1903–1907: Требинє;1908–1911: Зноймо; 1912–1914: Комарно);
- 4-й батальйон (1903–1911: Комарно; 1912–1914: Сараєво).[2]

Національний склад (1914):
- 58 % — угорці;
- 31 % — словаки;[3]
- 11 % — інші національності.[2]

## Почесні шефи
- 1704–1729: фельдмаршал Юбер Домінік дю Сакс Д'Арнан;
- 1809–1833: фельдцейхмейстер Алоїз Гонзага фон Ліхтенштейн;
- 1834–1839: фельдмаршал-лейтенант Леонард (Леопольд) фон Роткірх і Пантен;
- 1842–1894: ерцгерцог Вільгельм Франц Карл Австрійський;
- 1894–1901: фельдцейхмейстер Георг Ковач фон Мад;
- 1901–1903: фельдцейхмейстер Моріц Шмідт;
- 1904–1916: генерал піхоти Оскар Парман.

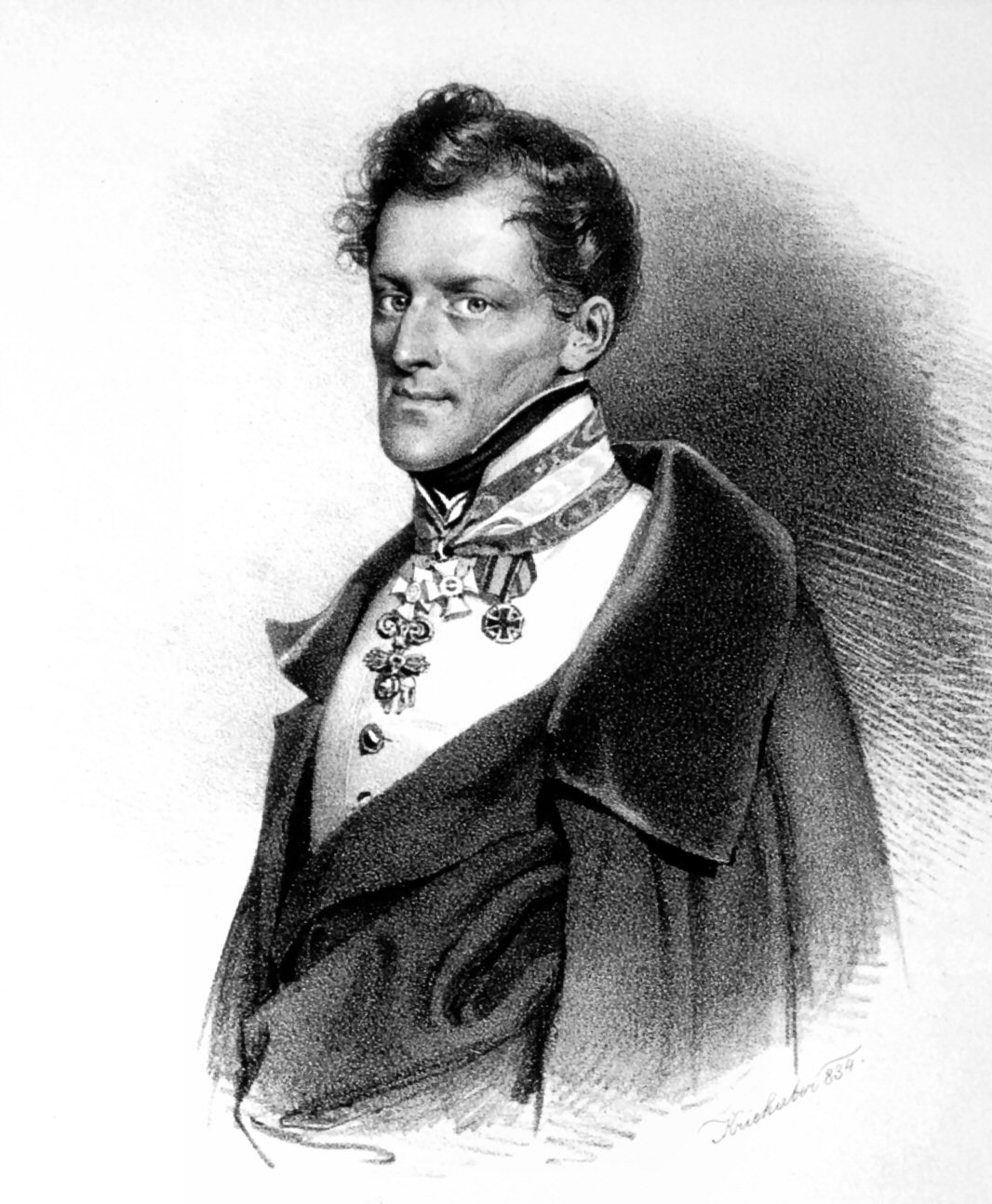
Алоїз Гонзага фон Ліхтенштейн
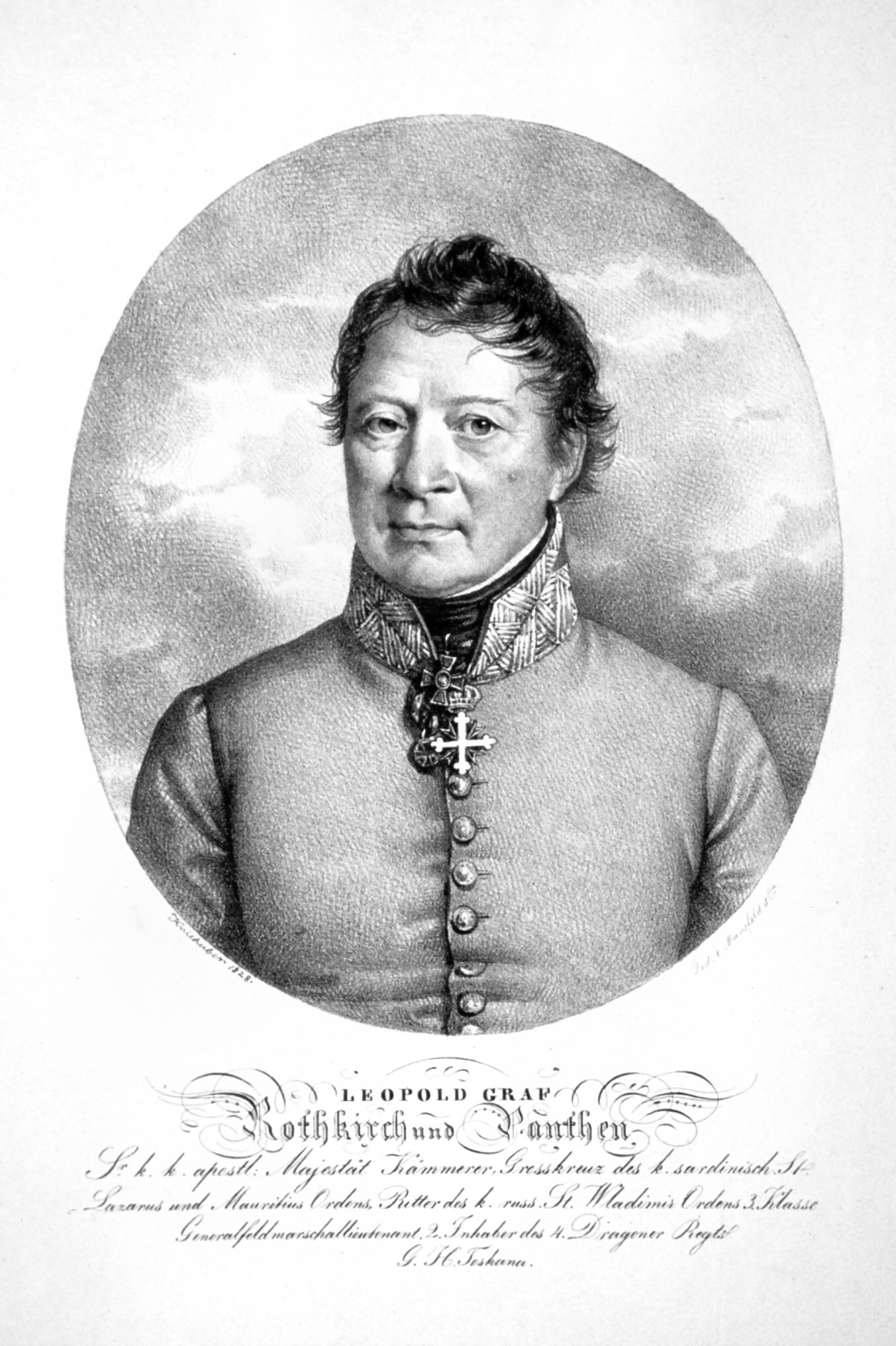
Леопольд фон Роткірх
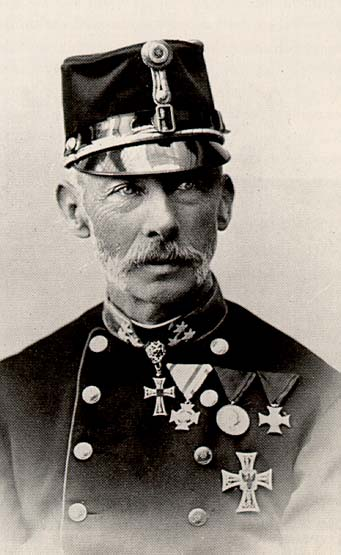
Ерцгерцог Вільгельм Австрійський

## Командування
- 1701–1703: підполковник Енгельберт фон Плішау;
- 1704: полковник Юбер Домінік Дю Саікс д'Арнан;
- 1705–1707: полковник Енгельберт фон Плішау;
- 1846–1848: полковник Антон Сосайський;
- 1848–1849: полковник Йозеф фон Мартіні;
- 1849–1850: полковник Вільгельм Марсано;
- 1850–1853: полковник Міхель Байзат фон Пешак;
- 1853–1859: полковник Карл Вераннеман фон Ватервлет;
- 1859–1865: полковник Леопольд Крейссер фон Крейсерн;
- 1859–1866: полковник Леопольд Крейссер;
- 1866–1872: полковник Август Вюрт фон Гартмюль;
- 1872–1874: полковник Хойріх Кірш;
- 1879: полковник Антон Опіц;
- 1891–1896: полковник Моріц Перін фон Вогенбург;
- 1896 – ?: полковник Карл Пукл;
- 1903–1908: полковник Грегор Мішчевич;
- 1909–1912: полковник Годвін фон Лілієнхофф-Адельштейн;
- 1913–1914: полковник Йозеф Ляйде.

## Підпорядкування
Полк (без 3-го та 4-го батальйонів) входив до складу 7-ї стрілецької бригади 4-ї стрілецької дивізії, 3-й батальйон — до складу 66-ї стрілецької бригади 33-ї стрілецької дивізії, а окремий 4-й батальйон до підпорядкованого командуванню 9-ї гірської бригади 1-ї стрілецької дивізії.

## Однострій

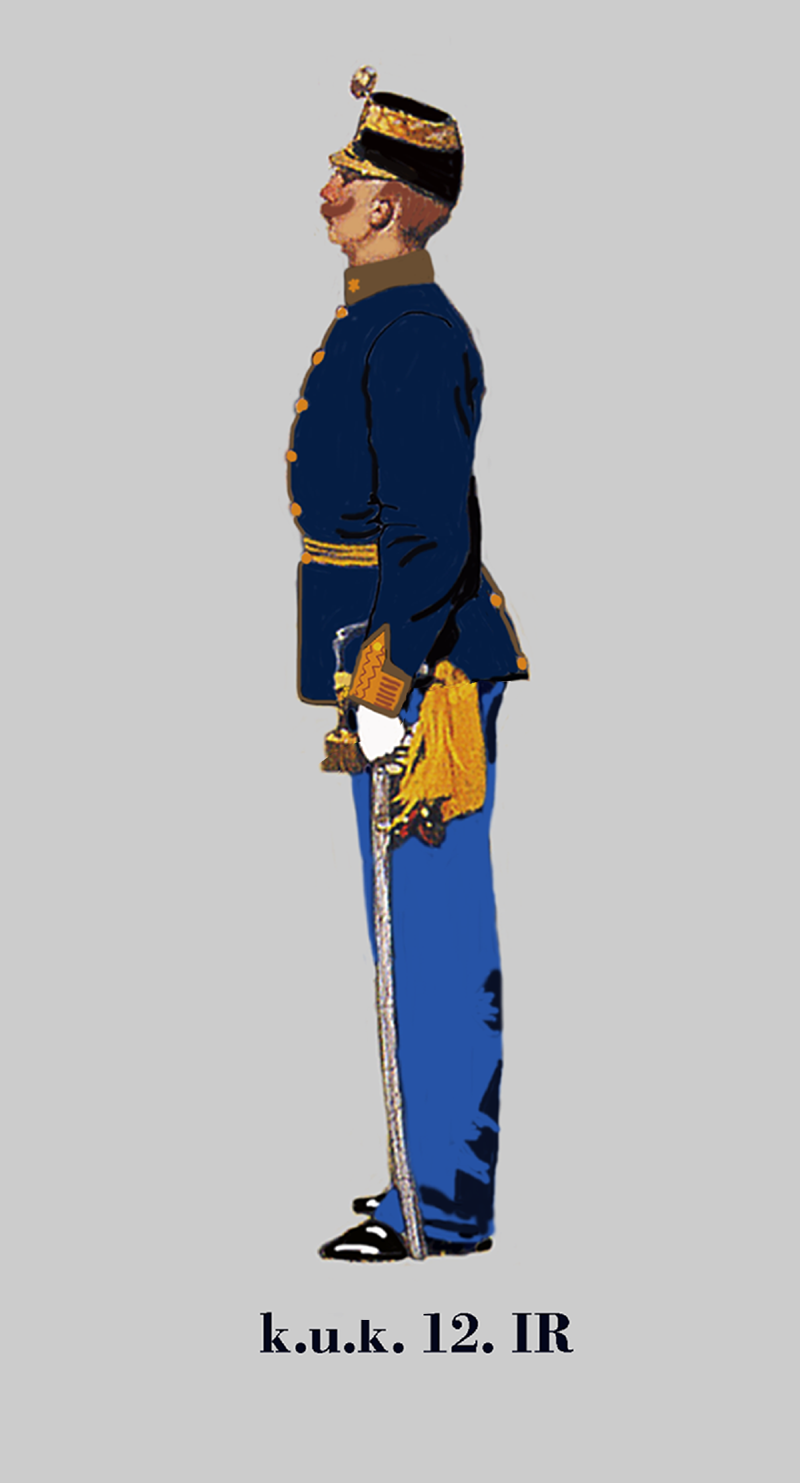
Лейтенант 12-го піхотного полку
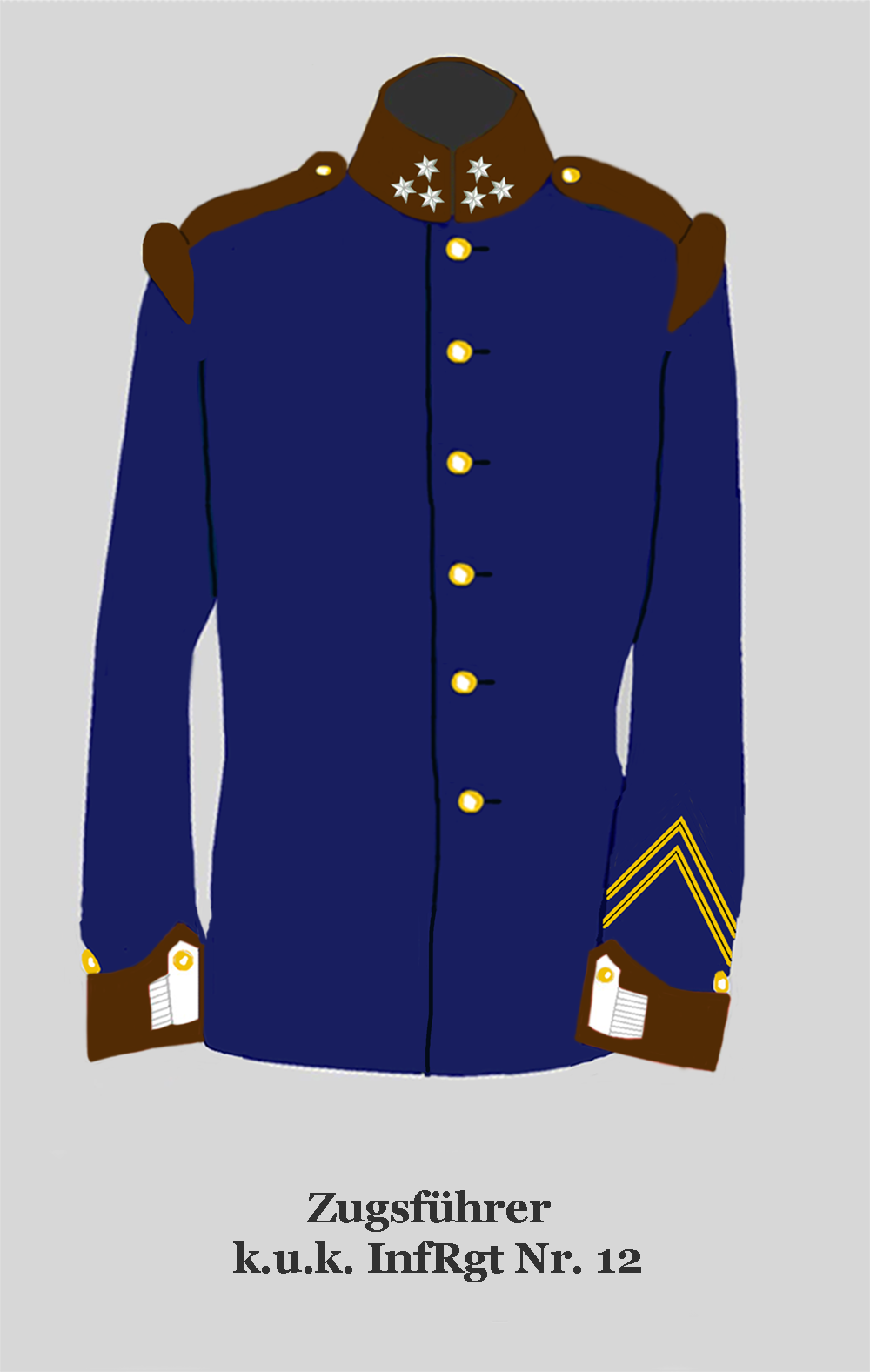
Мундир цугсфюрера 12-го піхотного полку.